# Candida auris
La Candida auris è una specie di micete ascomycota lievitiforme. È una delle poche specie del genere Candida che genera candidosi nell'uomo. La candidosi è una delle più frequenti infezioni acquisite in ambienti ospedalieri da soggetti indeboliti da altre malattie, sottoposti a interventi chirurgici o immunocompromessi; nella sua forma invasiva la candidosi può disseminarsi al sangue, al sistema nervoso centrale, a reni, fegato, ossa, muscoli, articolazioni, milza, occhi.
È stato descritto per la prima volta nel 2009 e gli è stato dato nome auris (dal latino orecchio), per essere stato individuato nel canale auricolare di una paziente ricoverata in un ospedale geriatrico giapponese.
La Candida auris ha attirato una maggiore attenzione clinica e sollevato allarme a causa della sua resistenza agli antibiotici e ai più comuni antimicotici.
Il trattamento delle candidosi da Candida auris è anche complicato dal fatto che non viene facilmente riconosciuta, confondendola in particolare con la Candida haemulonii, un'altra specie antibiotico resistente. Il CDC ha definito la Candida auris una "grave minaccia globale per la salute" e l'European Centre for Disease Prevention and Control ha dichiarato che la Candida auris "sembra essere unica nella sua propensione a essere trasmessa tra i pazienti e causare epidemie nelle strutture sanitarie".

## Morfologia
Le cellule della Candida auris hanno una forma ellissoide e formano colonie viscose lisce, brillanti, bianche o biancastre sul terreno di crescita.
La Candida auris può produrre un biofilm normalmente meno eterogeneo e spesso (50%) del biofilm prodotto dalla Candida albicans.

## Genoma
Sono state pubblicate diverse ricerche per caratterizzare il genoma della Candida auris.

Una parte significativa del genoma codifica proteine transmembrana appartenenti alla famiglia dei trasportatori ABC e alla superfamiglia dei facilitatori maggiori. Ciò può in parte spiegare la maggiore tolleranza della Candida auris ai più comuni antimicotici. Sono state individuate mutazioni del gene ERG11 responsabile della suscettibilità agli antifungini azolici di altri funghi dello stesso genere. Sono presenti anche famiglie di geni per la codifica di lipasi, trasportatori di oligopeptidi, mannosil transferasi e fattori di trascrizione che possono svolgere una moltitudine di ruoli nella colonizzazione e invasione. Ciò può in parte spiegare la maggiore virulenza della Candida auris.
È possibile che l'uso indiscriminato degli antibiotici abbia modellato il genoma della Candida auris per espandere la sua virulenza e antibiotico-resistenza.
Il genoma della Candida auris è molto divergente da quello delle altre specie di candida, anche da quello della candida haemulonii, e gran parte dei suoi geni non sono ancora stati caratterizzati.

## Filogenesi
Gli studi sulla filogenesi della Candida auris hanno individuato distinti genotipi in diverse regioni geografiche. Sono stati identificati quattro distinti cladi associati ai focolai di candidosi localizzati in diverse aree geografiche: Asia meridionale (India e Pakistan), Sudafrica, Venezuela e Giappone.
La genotipizzazione con AFLP o con spettrometria MALDI-TOF ha dimostrato che ceppi di Candida auris isolati nella stessa regione geografica sono sostanzialmente omogenei e raggruppati.

## Patologia umana
La candidosi da Candida auris si distingue dalle altre candidosi per la particolare virulenza, l'alta antibiotico-resistenza e per l'alto tasso di mortalità.

### Epidemiologia
Nei pochi anni da quando è stata identificata la Candida auris, non è stato possibile definirne chiaramente la diffusione, anche perché a lungo i più comuni strumenti diagnostici per la candidosi hanno attribuito alla "Candida haemulonii" alcune infezioni provocate dalla Candida auris e perché la Candida auris può essere individuata anche in soggetti che non manifestano sintomi patologici. 
La Candida auris è stata riconosciuta in focolai e infezioni nosocomiali in molti paesi. Sono stati registrati focolai in Giappone, Corea del Sud, India, Pakistan, Venezuela, Brasile, Sudafrica, Kuwait, USA, Canada, Israele, Inghilterra, Spagna e casi isolati in molti altri paesi.
Non sono state rilevate variazioni nell'incidenza dipendenti dall'età. Anche i neonati possono venir infettati.
Il CDC ha registrato negli USA, da maggio 2013 al 13 aprile 2017, 61 casi di infezione oltre a 32 colonizzazioni in soggetti che non manifestavano sintomi di malattie.
In una unità di chirurgia cardio-toracica del Royal Brompton Hospital di Londra, da aprile 2015 a luglio 2016, sono stati registrati 50 casi di infezione da Candida auris, di cui 9 candidemie e nessun decesso associato al micete.
In un ospedale spagnolo, una epidemia ha registrato, da aprile a novembre 2016, 33 casi di candidemia da Candida auris.
In vari focolai in tutto il mondo è stato rilevato un tasso di mortalità particolarmente alto: 30-75%, ma molti pazienti deceduti presentavano già quadri clinici seriamente compromessi da altre patologie e la non corretta e tempestiva identificazione del germe può aver complicato ulteriormente il quadro, pertanto non è evidente la correlazione tra il micete e i decessi. 
Non è stata neppure chiaramente individuata la modalità di trasmissione. Le prime evidenze suggeriscono che si diffonda nelle strutture sanitarie attraverso il contatto con superfici contaminate nelle attrezzature o nell'ambiente, o da persona a persona.

### Diagnosi
La Candida auris non può essere identificata sulla base dell'indagine microscopica o con colture cromogeniche. Inoltre, i più comuni test biochimici con strisce reattive possono erroneamente identificare la candida auris come un'altra specie, ad esempio come Candida haemulonii, Candida famata, Candida lusitaniae, Candida guillermondii, Candida parapsilosi, Rhodotorula glutinis o Saccharomyces cerevisiae. Tuttavia, la spettrometria di massa di desorbimento/ionizzazione temporale del laser (MALDI-TOF) può distinguere in modo affidabile la Candida auris da altre specie di Candida se i parametri della Candida auris sono inseriti nel database dell'apparecchiatura. Nel focolaio britannico del 2015/2016, i pazienti con contatto sono stati sottoposti a screening per la presenza della Candida auris nei seguenti siti: naso, ascella, inguine, gola, retto/feci, vie di uscita della linea vascolare e di scarico nonché da campioni clinici prelevati da ferite, urina e campioni respiratori.

### Clinica
Le più comuni infezioni da Candida auris sono nel sangue, nelle ferite e nell'orecchio. 
Le candidemie da Candida auris sono state frequentemente associate a cateterismo venoso o urinario, operazioni chirurgiche, recenti terapie antibiotiche o antimicotiche, più frequentemente in pazienti con diabete mellito, malattie renali croniche, HIV, tumori solidi ed ematici, altre candidosi.

### Trattamento
Il CDC non raccomanda il trattamento delle colonizzazione di Candida auris in siti o tessuti che si giudica non possano produrre una infezione (es. orecchio esterno, urine). Come nelle raccomandazioni per altre specie di Candida, il trattamento è generalmente indicato solo se è presente una malattia clinica.
La maggior parte delle infezioni da Candida auris sono trattabili con echinocandine.
Tuttavia, alcune infezioni da Candida auris si sono rivelate resistenti a tutte e tre le principali classi di antimicotici (azoli, echinocandine, amfotericina B). Questo livello di resistenza non era mai stato notato in infezioni da altre specie di Candida ed è particolarmente preoccupante in quanto limita gravemente le opzioni di trattamento disponibili per i pazienti con infezioni invasive di Candida auris.